# Raudonė
Raudonė (in samogitico Rauduonė; in polacco Raudań) è un centro abitato del distretto di Jurbarkas della contea di Tauragė, nell'ovest della Lituania. Secondo il censimento nazionale del 2011, la popolazione ammonta a 510 abitanti. L'insediamento è situato negli immediati pressi del fiume Nemunas ed è il centro principale dell'omonima seniūnija. La città è principalmente conosciuta per il suo castello e per il suo grande complesso di parchi.

## Storia

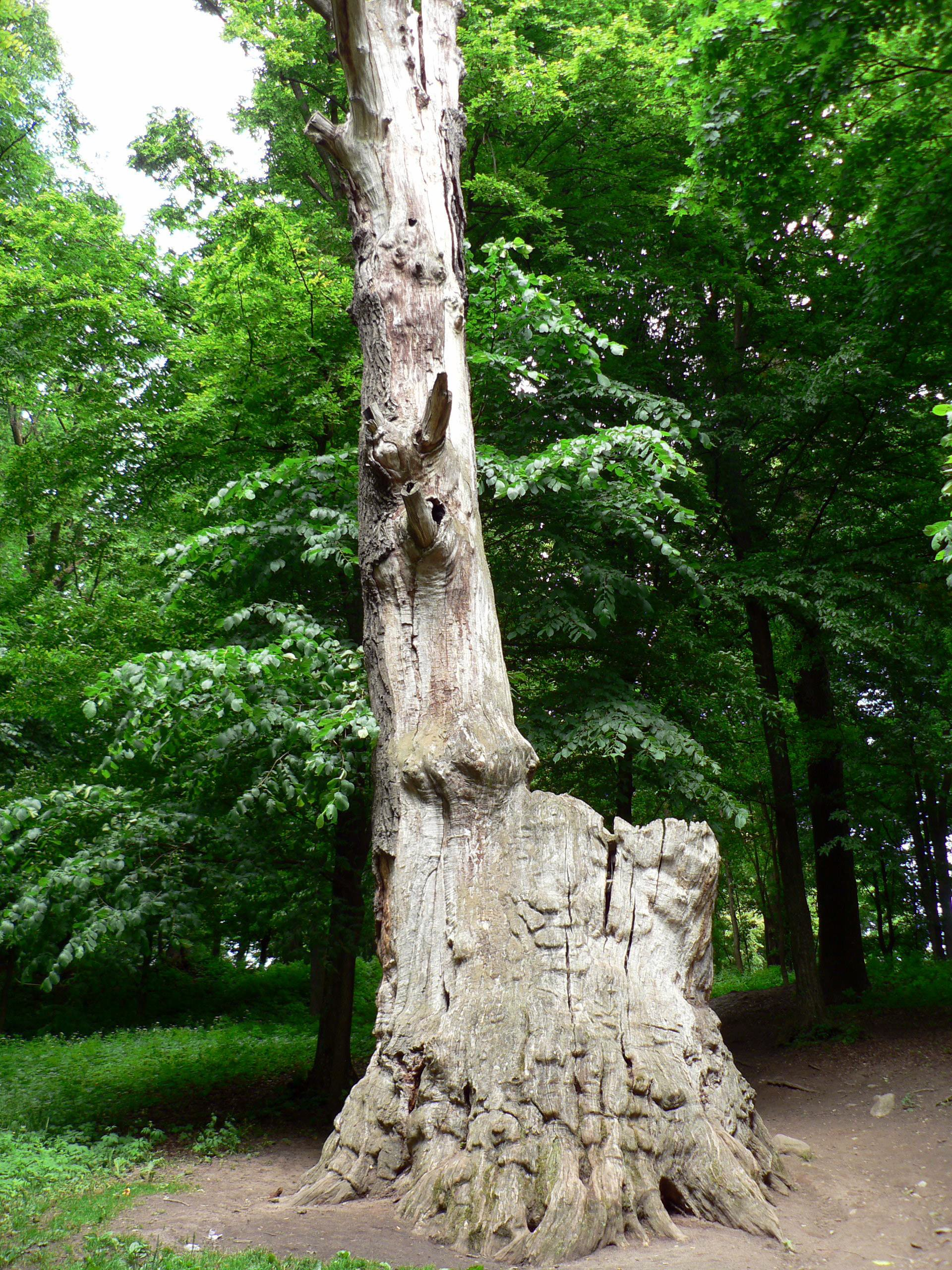
La quercia di Gediminas a Raudonė

Raudonė è tradizionalmente identificata come l'antica Bayerburg, ovvero una fortezza costruita dall'ordine teutonico nel corso della crociata lituana. Una leggenda locale sostiene che quando Gediminas, granduca di Lituania, attaccò la fortezza nel 1337, fu ferito a morte sotto un albero oggi conosciuto come la Quercia di Gediminas. Tuttavia, né documenti storici né ricerche archeologiche lasciano intendere la presenza di un castello che sorgesse in loco prima del XVI secolo.
Nel XVI secolo, il castello di Raudonė apparteneva al re Sigismondo II Augusto di Polonia; un nuovo edificio andò ultimato sulle rovine di quello vecchio ad opera di un cavaliere tedesco, Hieronymus Krispin-Kirschenstein. Da allora, i lavori di ricostruzione avvennero molte volte: si pensi ai proprietari polacchi del XVIII secolo della tenuta Rudonė, la famiglia degli Olędzki, dei Rawicz (tutti affiliati all'aristocrazia polacca, la szlachta, del sejm generale e del senato) commissionarono a Laurynas Gucevičius una ristrutturazione del castello. Il successivo proprietario, il principe russo Platon Zubov, acquistò la tenuta nella prima metà del XIX secolo e la sua famiglia trasformò nuovamente la struttura sotto la supervisione dell'architetto italiano Cesare Anichini (lituanizzato in Cezaris Anikinis). Oggi costituisce un esempio di architettura neogotica del XIX secolo. I suoi ultimi proprietari privati furono Sophia Waxell (una Zubov) e suo marito portoghese di Madeira, José Carlos de Faria e Castro.
Il castello originale di Raudonė funge da scenario per una leggenda della Prussia orientale conosciuta come Die weiße Jungfrau der Bayerburg ("La fanciulla bianca di Bayerburg").